# Ränneslöv
Ränneslöv är en tätort  i Laholms kommun och kyrkbyn i Ränneslövs socken i Hallands län.

## Befolkningsutveckling
| Befolkningsutvecklingen i Ränneslöv 1960–2020 | Befolkningsutvecklingen i Ränneslöv 1960–2020 | Befolkningsutvecklingen i Ränneslöv 1960–2020 | Befolkningsutvecklingen i Ränneslöv 1960–2020 | Befolkningsutvecklingen i Ränneslöv 1960–2020 |
| --------------------------------------------- | --------------------------------------------- | --------------------------------------------- | --------------------------------------------- | --------------------------------------------- |
|                                               |                                               |                                               |                                               |                                               |
| År                                            |                                               |                                               | Folkmängd                                     | Areal (ha)                                    |
| 1960                                          | 1960                                          |                                               | 366                                           |                                               |
| 1965                                          | 1965                                          |                                               | 346                                           |                                               |
| 1970                                          | 1970                                          |                                               | 339                                           |                                               |
| 1975                                          | 1975                                          |                                               | 358                                           |                                               |
| 1980                                          | 1980                                          |                                               | 417                                           |                                               |
| 1990                                          | 1990                                          |                                               | 443                                           | 70                                            |
| 1995                                          | 1995                                          |                                               | 442                                           | 70                                            |
| 2000                                          | 2000                                          |                                               | 450                                           | 70                                            |
| 2005                                          | 2005                                          |                                               | 425                                           | 70                                            |
| 2010                                          | 2010                                          |                                               | 413                                           | 69                                            |
| 2015                                          | 2015                                          |                                               | 458                                           | 87                                            |
| 2020                                          | 2020                                          |                                               | 453                                           | 96                                            |
|                                               |                                               |                                               |                                               |                                               |

## Idrott
Ränneslövs GIF, bildad 1945, är den enda fotbollsklubben i Ränneslöv. Klubben spelar i Division 6 Södra Halland. Deras hemmatröjor är grönvitrandiga och byxorna är svarta. Bortadräkterna är grönsvartrandiga och byxorna är vita

## Kända personer från Ränneslöv
- Carl Wingren
- Bo Lindblom
- Carl Ifvarsson
- Karl-Johan Johnsson (målvakt i FC Köpenhamn)